# The Maxx
The Maxx es una serie de historieta estadounidense, publicada originalmente entre 1993 y 1998 por la editorial Image Comics. Creada por Sam Kieth (con ayuda de William Messner-Loebs, al principio de la serie, y de Alan Moore al final), se basa en una historia de superhéroes.   Su protagonista, "el Maxx", es un superhéroe enmascarado que se debate entre el mundo real y una especie de mundo de ensueño, "Pangea", para proteger a una joven llamada Julie Winters. En el mundo real, Julie es una trabajadora social freelance que con frecuencia ayuda a Maxx a salir de la cárcel bajo fianza. En el mundo fantástico de Pangea, en cambio, la personalidad de Julie se manifiesta como la "Reina Leopardo", una creación de su subconsciente a quien Maxx también debe proteger.
En 1995 se realizó una serie animada, basada en la trama de la serie, para el canal de televisión MTV.

## Argumento
Un día en que la joven Julie Winters detiene su auto para ayudar a un hombre en la calle; ella es golpeada, violada y abandonada después a su suerte. Para lidiar con este traumático evento, el subconsciente de ella crea un mundo de ensueño en el cual puede refugiarse de la realidad: se trata de "Pangea", un lugar fantástico con aspecto de paisaje primaveral, donde Julie se trasforma en la invulnerable diosa conocida como "la Reina Leopardo". Finalmente, sin su conocimiento, el excesivo tiempo que pasa en Pangea provoca que este lugar y el mundo real comiencen a entremezclarse.
Algún tiempo más tarde, Julie aún no ha superado los problemas emocionales nacidos de su terrible experiencia. A causa de esto, la división entre el mundo real y su mundo de los sueños, Pangea, se vuelve cada vez más inestable; creando enlaces o portales dimensionales entre un mundo y otro. La crisis de Julie también hace que abandone sus estudios de Arquitectura en la universidad.
Una noche, mientras está conduciendo su coche, ella accidentalmente atropella a un vagabundo. Recordando lo que le sucedió la última vez que intentó ayudar a alguien, decide ignorarlo y olvidar el incidente. De todos modos, antes de seguir su trayecto cubre el cuerpo inconsciente con montones de basura. En ese mismo momento, sin que ella se dé cuenta, se abre junto a ellos un enlace al mundo de Pangea. Después de que Julie se marcha, la pantalla de una lámpara entre la basura (que había rozado el enlace), se expande sobre el cuerpo del hombre; convirtiéndose en una máscara que oculta su rostro y lo conecta con Julie.
La trama comienza tres años después de este acontecimiento; momento en que las profundas conexiones entre los personajes empiezan a revelarse gradualmente. Al inicio de la serie, Julie es una trabajadora social y el hombre sin hogar no recuerda nada de sí mismo; excepto el hecho de que Julie Winters es, de alguna manera, alguien importante para él. Como él desconoce su propio nombre, se llama a sí mismo The Maxx; sin llegar a saber, hasta mucho más tarde, cuál es su verdadera apariencia debajo de la máscara.
Maxx entra en la vida de Julie cuando la salva de unos ladrones, pero después es arrestado y llevado a prisión. Julie paga la fianza y Maxx es liberado. Entonces aparece el Señor Gone, un antiguo violador y asesino en serie, que posee amplios conocimientos para acceder a los mundos de los sueños de las demás personas, especialmente el de Julie.
Gone empieza a llamarla por teléfono en un esfuerzo por comunicarse con ella. Creyendo que se trata de un bromista, autor de llamadas obscenas, la joven al principio lo ignora; pero Gone no se desanima. Finalmente, Maxx se interpone en su camino para proteger a Julie, así que Gone intenta matarlo. Pensando que Gone es un demonio, Maxx lo combate tanto en el mundo real como el mundo de los sueños de Julie. Entretanto, ésta deja solo a Maxx y se marcha al campo, donde acaba por acostarse con todo hombre que encuentra.
Otro giro argumental, entretanto, es mostrado con las revelaciones que Gone le hace a un personaje secundario: de acuerdo a las mismas, Gone conoció a Julie por primera vez cuando ella era una niña. Ella lo conocía como "el tío Artie", un amigo de su padre, cuyos relatos del paisaje australiano fueron la base a partir de la cual ella creó después el mundo de Pangea.
Con el tiempo, después de una larga y confusa secuencia de sucesos, Gone le hace ver a Julie la verdad de lo que le sucedió, como también el origen de Maxx y cómo es que él en verdad fue creado.  Gracias a eso, Julie decide enfrentar sus problemas para empezar a sanarse así misma, así como a su mundo de los sueños. Entonces la serie se concentra en Sarah, hija de una amiga de Julie, que con frecuencia es enviada a ésta para recibir sesiones de terapia. Sarah es una muchacha depresiva que lleva una conflictiva relación con su madre, quien la reprende de manera constante para que no llegue a ser como su padre. Al principio, se desconoce que su padre es el Señor Gone; pero ella es la razón por la que Gone se puso nuevamente en contacto con Julie.
Luego del fin de la primera parte de la trama, la acción se traslada desde el año 1995 (el entonces presente) hasta el año 2005. "Sara" (la nueva forma en que Sarah escribe ahora su nombre) debe hacer frente a "Iago", una malévola criatura asesina salida de su mundo de los sueños. Iago es una gigante babosa amarilla que planea acabar con la vida de varias personas, entre las que se encuentran Sara y Julie. Julie y Dave (el retirado Maxx) reaparecen cuando la seguridad de Julie es también amenazada. Sara es acosada también por otro vagabundo llamado Norbert, quien resulta ser su nuevo y propio "Maxx".
Mientras tanto, Sara tiene varios encuentros con su padre, el señor Gone, que siente arrepentimiento por sus crímenes pasados. A pesar de eso, es visitado por tres agentes especiales que tratan de llevarlo a prisión. Pero él usa su poder de mezclar la realidad y los sueños para transformarlos en insectos y así logra escapar. Más adelante, luego de que Sara lee un diario íntimo dejado por su padre, en el que este le cuenta la historia trágica de su vida y sus orígenes, ella empieza a sentir lástima por él así como una nueva conexión emocional entre ambos. También empieza en ese momento a desarrollar un extraño poder que tal vez haya heredado del Señor Gone.
Tras ser atacada por Iago, Julie regresa junto con Dave y trata de mantenerse alejada de su hijo, Mark, para mantenerlo a salvo de la criatura. Con el fin de garantizar la seguridad del chico, ella convence a Dave de decirle a Mark que está muerta, pero él no cree la mentira. Una vez que Iago toma a Julie como prisionera y se la lleva al mundo de los sueños de Sara; Dave y Mark se alían con esta última, Norbert y el Señor Gone para rescatarla. Norbert entonces ataca a Iago, aparentemente derrotándolo, pero al final descubren que Julie ya se ha escapado. Después de esto, ni Norbert ni Iago vuelven a aparecer en la saga.
Tras esto, el Señor Gone anuncia que la realidad ha empezado a modificarse para los miembros del grupo. Este ahora también incluye a Glorie, una de las víctimas del Señor Gone, con la que ahora él lleva una relación amistosa. Gone le devuelve a Dave su antiguo poder como Maxx, y Sara adquiere la apariencia de un Isz gigante, un hada rosada o una pelota de fútbol, según quién la esté mirando. Mark, por su parte, tiene un extraño sueño acerca de unos excéntricos secuestradores. Cada integrante del grupo empieza a desvanecerse del mundo real para renacer a continuación en una realidad alterna. Antes de que Gone pueda desvanecerse, los tres agentes de antes, ahora con forma humanoide y cabezas de insecto, vuelven a aparecer para matarlo. Mark es el último en desaparecer.
Finalmente, el Señor Gone se reúne con Sara en el mundo de los sueños de Julie. Maxx entonces piensa en atacar a Gone, pero la Reina Leopardo le dice que lo deje en paz, ya que incluso el mal necesita un lugar para descansar. En la nueva realidad, Gone es un maestro de escuela mientras que Dave es el conserje. Julie y Mark siguen siendo madre e hijo, pero parecen gozar de mejores condiciones de vida. Todos los personajes principales tienen ahora vidas completamente diferentes, si bien retienen una pequeña parte de su conexión unos con otros y con el mundo de los sueños.

## Personajes
- The Maxx: Un vago devenido en superhéroe. De identidad desconocida, enmascarado, vistiendo un disfraz violeta y amarillo, está atrapado entre dos mundos. En uno, el mundo real, es un vago que vive en la casa de una trabajadora social, Julie Winters, de la que se hizo amigo. En el otro, que sucede en una idílica Pangea, es el líder de The outback, donde es el protector de La Reina Leopardo.

- Julie Winter: Una exestudiante de Arquitectura que abandona la carrera para ser trabajadora social. A raíz de un trauma, y de forma inconsciente, crea el mundo fantástico de Pangea en el cual ella es La Reina Leopardo.

- Señor Ido (en Latinoamérica Señor Occiso) (Mr Gone): Un antiguo criminal con problemas sexuales con las mujeres, aprendiz de las artes místicas, que conoce qué pasa con Julie.

- Sarah (más tarde "Sara"): Una joven amiga de Julie, atribulada por ser "una gordita fea de anteojos" y por ser maltratada en la escuela. Sueña con ser escritora. Más adelante, cambia su nombre por el de "Sara".

- Iszes: Unos seres extraños que habitan en Pangea (el mundo fantástico de Julie). De color blanco y antropomórficos, con cabeza grande y sin ojos, son herbívoros; pero pueden comer otras criaturas de naturaleza vegetal. Cuando los Isz son traídos al mundo real se convierten en Isz negros; una versión más fuerte, rápida y violenta de los Isz, que se vuelven caníbales, carnívoros y con dientes afilados. Los Isz negros pueden adoptar apariencia humana al vestir ropa común y corriente, por lo que no son reconocidos como tales por las demás personas del mundo real. Una tercera clase de Isz se revela en la última parte de la historia, cuando se muestra que los Isz del mundo de los sueños de Sarah tienen el aspecto de hadas de color rosa y carentes de ojos que pueden volar.

## Espíritus animales
Uno de los conceptos dominantes en The Maxx es que cada ser humano tiene un espíritu animal, que se enlaza a la persona durante un momento importante de su vida. El espíritu animal de Julie es un conejo. Cuando ella era muy joven rescató un conejo herido que encontró en la calle delante de su casa (según lo visto en The Maxx # 10). Más tarde Julie vio cómo su madre aporreaba al conejo con una pala hasta matarlo, para librarlo del sufrimiento de sus heridas. Este acontecimiento traumático convirtió al conejo en tema recurrente del subconsciente de Julie. Ella acaba proyectando la imagen de ese conejo en Dave, a quien intenta cuidar como no pudo hacer con el conejo. Maxx, quien está conectado con Julie y con su espíritu animal, teme que si se quita la máscara descubrirá que tiene cabeza de conejo.
Por otra parte, el espíritu animal de Sarah es un caballo. En la última mitad de la serie, este espíritu animal se manifiesta como Norbert, un segundo vagabundo sin hogar que despierta la compasión de Sarah.

## Ediciones
La serie fue recopilada en su momento en seis tomos:
- The Maxx Libro 1: Tomos #1-6
- The Maxx Libro 2: Tomos #7-13
- The Maxx Libro 3: Tomos #14-20
- The Maxx Libro 4: Tomos #21-27
- The Maxx Libro 5: Tomos #28-35
- The Maxx Libro 6: Colecciona la serie Friends of Maxx

Cuando IDW reeditió el material con nuevo coloreado, también fue reeditado en nuevos recopilatorios. Esta edición es, a su vez, en la que se basa Editorial Ivrea para su edición argentina:
```
   The Maxx Maxximized Volumen 1: #1–4, 
ISBN 978-1613779590
 (ed. arg: 
ISBN 978-84-16905-79-9
)
   The Maxx Maxximized Volumen 2: #5–8, 
ISBN 978-1631401046
 (ed. arg: 
ISBN 978-84-16999-77-4
)
   The Maxx Maxximized Volumen 3: #9–12, 
ISBN 978-1631402029
 (ed. arg: 
ISBN 978-84-17099-68-8
)
   The Maxx Maxximized Volumen 4: #13–18, 
ISBN 978-1631403231
 (ed. arg: 
ISBN 978-84-17179-70-0
)
   The Maxx Maxximized Volumen 5: #19–24, 
ISBN 978-1631405136
 (ed. arg: 
ISBN 978-84-17292-83-6
)
   The Maxx Maxximized Volumen 6: #25-30, 
ISBN 1631406612
   (ed. arg: 
ISBN 978-84-17490-83-6
)
   The Maxx Maxximized Volumen 7: #31-35, 
ISBN 1631408003
  (ed. arg: 
ISBN 978-84-17699-53-6
)
```

Además, también existen los números The Maxx #½ and a Gen¹³/The Maxx crossover, al igual que el primer número de Darker Image, una antología de Image Comics que quedaría inconclusa. Estos capítulos no se encuentran recopilados en la edición de IDW.
También se publicó recientemente la miniserie crossover Batman/The Maxx, que inició su publicación el 3 de octubre de 2018. En esta serie, The Maxx llega a Gotham debido a las maquinaciones de un médico en Arkham.

## Adaptaciones a otros medios
El cómic fue adaptado a una serie animada por MTV para el bloque Oddities, siendo fiel al relato de la historieta. Cubrió las historias de los capítulos Darker Image # 1, The Maxx # ½ y los tomos del 1 al 11 de la serie regular. La versión televisiva hizo uso del trabajo de arte escaneado y CGI, mezclando muchos tipos de animación, así como diferentes estilos de dibujo (gracias al trabajo de Kieth), lo que la hizo una serie única en su género. MTV en Latinoamérica transmitió la serie con audio original y subtitulado, mientras que luego Locomotion la emitió con doblaje realizado en México. Hubo una edición en videocasetes VHS en marzo de 1996, pero con extensos cortes de contenido, presumiblemente para recortar el tiempo de cinta. Hasta ahora, no ha sido oficialmente lanzada en DVD.
Críticas: se omitieron las introducciones y revelaciones de los orígenes de Julie, el Maxx original, el señor Gone, y Sarah. Los extensos cortes de contenido que se realizaron a la trama hacen que la serie animada sea muy diferente de su versión en papel.
Las tres primeras entregas del cómic fueron adaptadas a audio-casete por Stephen Romano y Smiles Lewis en 1993. Se llamó "The Maxx - MAXXimum Sound". 